# La Vierge à l'Enfant et Anges

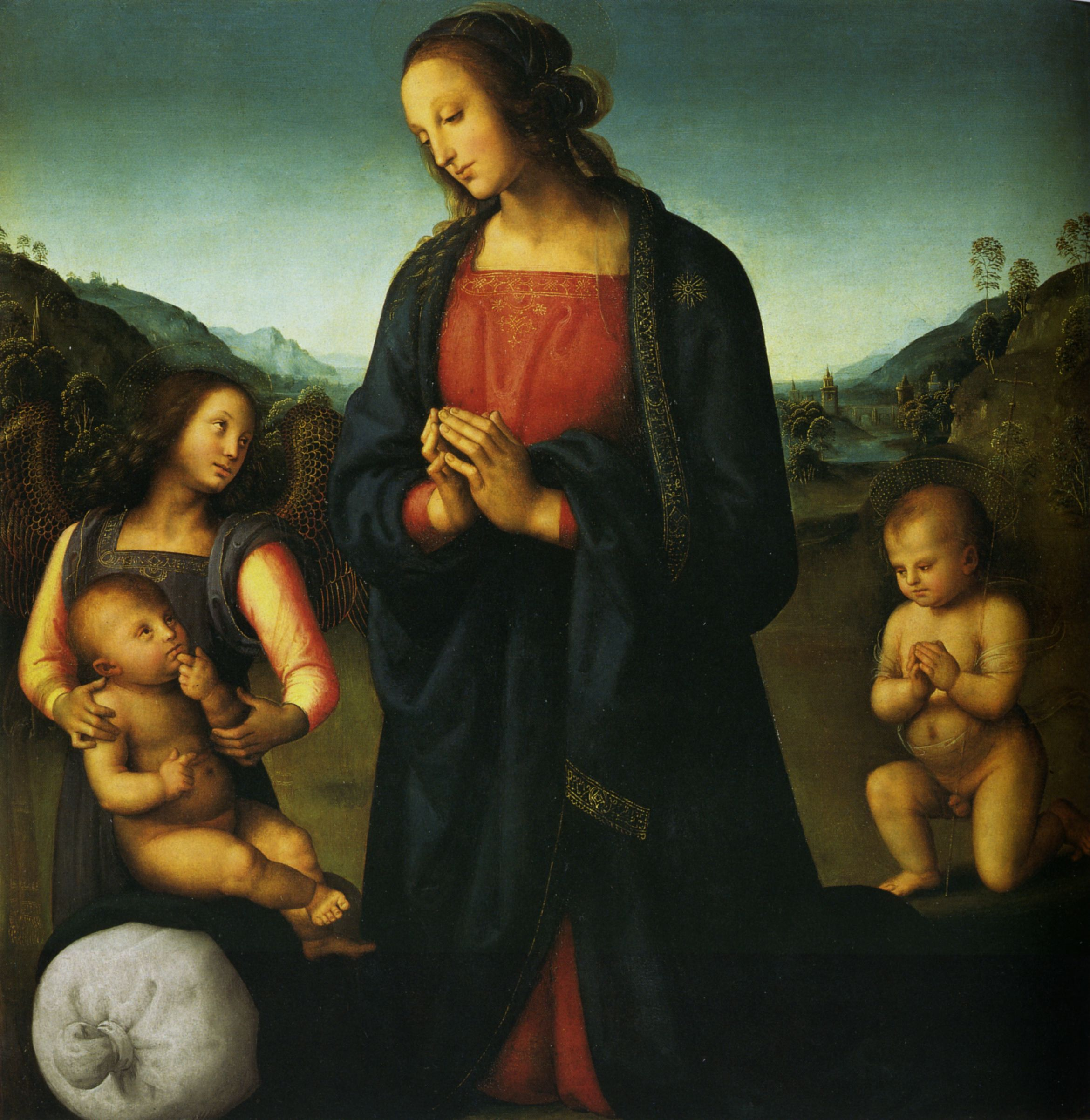
La Vierge au sac

La Vierge à l'Enfant et Anges  (en italien : La Madonna con Angeli) est une peinture religieuse  (114 × 64 cm environ) du Pérugin, datant de 1496 - 1500, et conservé à la National Gallery à Londres.

## Histoire
Le tableau fait partie avec L'Archange Michel et L'Archange Raphaël et Tobie du groupe de trois panneaux restants sur les six initiaux du Polyptyque de la chartreuse de Pavie. L'église a été consacrée en 1497 et en 1499. Ludovic Sforza duc de Milan fit pression sur le Pérugin pour qu'il achève le travail. 
Le tableau a été acheté par le musée en 1856.
La critique récente considère que le panneau central  est l'original d'une réplique de La Vierge au sac.

## Thème
Le panneau reprend la représentation récurrente dans la peinture chrétienne de la Vierge à l'Enfant (ou Madone), présentant la Vierge Marie avec l'Enfant Jésus. Un ange les accompagne.

## Description
La Vierge est campée sur le côté droit parée de ses traditionnelles couleurs rouge et bleu, priant agenouillée et les mains jointes. Son regard mélancolique s'abaisse vers un sac blanc en partie couvert par son manteau et sur lequel est assis l'Enfant soutenu par un ange qui semble l'interroger du regard. L'Enfant aussi regarde Marie. Par rapport à la Vierge au sac, les genoux de Marie semblent avoir été coupés ainsi que le sac qui n'est que partiellement visible en bas à gauche.
Sur le haut volent trois anges qui lisent des phylactères. 
La Vierge, dominant par sa taille,  remplit le tableau sur toute la hauteur et occupe une surface importante de la scène d'un schéma simple et harmonieux, ordonné selon les règles de la symétrie avec des correspondances rythmiques confortées par les inclinaisons des têtes.
Le paysage est typique du style du Pérugin avec un lac, une série de monts et collines ponctuées d'arbrisseaux qui se dégrade dans le lointain selon les règles de la perspective atmosphérique, rendant l'espace ample et profond.
La même composition a été utilisée quelques années plus tard pour la Vierge au sac (Galerie Palatine, Florence).

## Analyse
Le tableau est stylistiquement proche de l'effigie de Marie, inspiré par celui de Chiara Fancelli, l'épouse du Pérugin, des autres œuvres contemporaines comme  La Vierge à l'Enfant et La Vierge au sac.
Le rouge représente la Passion du Christ et le bleu l'Église. Dans la Madone est sous-entendu l'union de (notre mère) l'église par le sacrifice de son fils.
Le dessin est clair et bien défini, les lignes liantes, la composition sereine et plaisante caractérisée par une ambiance melancolique et un arrière-plan typique du maître.

## Sources
- Voir liens externes